# Sovjetiska mästerskapet (volleyboll, damer)
Sovjetiska mästerskapet i volleyboll för damer var en årlig tävling i Sovjetunionen under åren 1933–1991 (med några undantag). I allmänhet var turneringen mellan klubblag, men vid några tillfällen deltog istället delrepubliker och städer, bland annat under de första åren samt då mästerskapet var del av en spartakiad. Efter Sovjetunionens upplösning ersattes den av:
- Armeniska ligan (Armenien)
- Superliqa (Azerbajdzjan)
- Divizion A (Belarus)
- Estniska mästerskapet (Estland)
- Kazakstans damvolleybolliga (Kazakstan)
- Kirgizistans huvudliga (Kirgizistan)
- Latvijas čempionāts (Lettland)
- Litauiska mästerskapet (Litauen)
- Moldaviska mästerskapet (Moldavien)
- Superliga (Ryssland)
- Tajikistans mästarcup (Tajikistan)
- Superliha (Ukraina)
- Uzbekistans förstaliga (Uzbekistan)

## Resultat per år[1]
| Säsong                  | Podium                     | Podium                  | Podium                                  |
| Mästare                 | Andra                      | Tredje                  |                                         |
| ----------------------- | -------------------------- | ----------------------- | --------------------------------------- |
| 1933 mer information    | Moskva                     | Charkiv                 | Dnipropetrovsk                          |
| 1934 mer information    | Moskva                     | Baku                    | Dnipropetrovsk Charkiv - Rostov-na-Donu |
| 1935 mer information    | Moskva                     | Charkiv                 | Baku                                    |
| 1936 mer information    | Moskva                     | Rostov sul Don Tbilisi  | -                                       |
| 1937                    | Ej genomförd               | Ej genomförd            | Ej genomförd                            |
| 1938 mer information    | Spartak Moskva             | CSKA Moskva             | ZVK Röd Front                           |
| 1939 mer information    | Lokomotiv Moskva           | Spartak Moskva          | Medik Moskva Nauka Leningrad            |
| 1940 mer information    | Spartak Moskva             | Lokomotiv Moskva        | Spartak Charkiv                         |
| 1941-1944               | Ej genomförd               | Ej genomförd            | Ej genomförd                            |
| 1945 mer information    | Lokomotiv Moskva           | Spartak Moskva          | Spartak Leningrad                       |
| 1946 mer information    | Lokomotiv Moskva           | SKIF Moskva             | Spartak Leningrad                       |
| 1947 mer information    | ZHVK Dinamo Moskva         | Lokomotiv Moskva        | SKIF Moskva                             |
| 1948 mer information    | Lokomotiv Moskva           | Spartak Leningrad       | ZHVK Dinamo Moskva                      |
| 1949 mer information    | Lokomotiv Moskva           | ZHVK Dinamo Moskva      | Spartak Leningrad                       |
| 1950 mer information    | Lokomotiv Moskva           | Spartak Leningrad       | ZHVK Dinamo Moskva                      |
| 1951 mer information    | ZHVK Dinamo Moskva         | Lokomotiv Moskva        | Spartak Leningrad                       |
| 1952 mer information    | Lokomotiv Moskva           | ZHVK Dinamo Moskva      | Spartak Leningrad                       |
| 1953 mer information    | ZHVK Dinamo Moskva         | Lokomotiv Moskva        | SKIF Leningrad                          |
| 1954 mer information    | ZHVK Dinamo Moskva         | Lokomotiv Moskva        | Spartak Leningrad                       |
| 1955 mer information    | ZHVK Dinamo Moskva         | Lokomotiv Moskva        | Spartak Leningrad                       |
| 1956 mer information    | Moskva                     | Ukraina                 | Leningrad                               |
| 1957 mer information    | Lokomotiv Moskva           | ZHVK Dinamo Moskva      | Spartak Leningrad                       |
| 1958 mer information    | Metrostroj Moskva          | ZHVK Dinamo Moskva      | CSKA Moskva                             |
| 1959 mer information    | Leningrad                  | Moskva                  | Lettland                                |
| 1960 mer information    | ZHVK Dinamo Moskva         | Lokomotiv Moskva        |                                         |
| 1961 mer information    | Burevestnik Odessa         | Spartak Leningrad       | SKIF Leningrad                          |
| 1961-62 mer information | ZHVK Dinamo Moskva         | CSKA Moskva             | Burevestnik Odessa                      |
| 1963 mer information    | Moskva                     | Leningrad               | Sovjetunionens damlandslag              |
| 1964                    | Ej genomförd               | Ej genomförd            | Ej genomförd                            |
| 1965 mer information    | CSKA Moskva                | Lokomotiv Moskva        | ZHVK Dinamo Moskva                      |
| 1966 mer information    | CSKA Moskva                | ZHVK Dinamo Moskva      | Neftyanik VK                            |
| 1967 mer information    | Moskva                     | Azerbajdjan             | Ukraina                                 |
| 1968 mer information    | CSKA Moskva                | Spartak Irkutsk         | Burevestnik Leningrad                   |
| 1969 mer information    | CSKA Moskva                | Burevestnik Leningrad   | ZHVK Dinamo Moskva                      |
| 1970 mer information    | ZHVK Dinamo Moskva         | Burevestnik Leningrad   | Lokomotiv Moskva                        |
| 1971 mer information    | ZHVK Dinamo Moskva         | Lokomotiv Moskva        | Burevestnik Odessa                      |
| 1972 mer information    | ZHVK Dinamo Moskva         | CSKA Moskva             | Neftči VK                               |
| 1973 mer information    | ZHVK Dinamo Moskva         | CSKA Moskva             | VK Iskra Vorosjilovgrad                 |
| 1974 mer information    | CSKA Moskva                | ZHVK Dinamo Moskva      | VK Iskra Vorosjilovgrad                 |
| 1975 mer information    | ZHVK Dinamo Moskva         | VK Iskra Vorosjilovgrad | CSKA Moskva                             |
| 1976 mer information    | Sovjetunionens damlandslag | Burevestnik             | Dinamo                                  |
| 1977 mer information    | ZHVK Dinamo Moskva         | CSKA Moskva             | VK Uralochka-NTMK                       |
| 1977-78 mer information | VK Uralochka-NTMK          | VK Iskra Vorosjilovgrad | ZHVK Dinamo Moskva                      |
| 1978-79 mer information | VK Uralochka-NTMK          | CSKA Moskva             | ZHVK Dinamo Moskva                      |
| 1979-80 mer information | VK Uralochka-NTMK          | TTU Leningrad           | CSKA Moskva                             |
| 1980-81 mer information | VK Uralochka-NTMK          | ZHVK Dinamo Moskva      | Sokol Kiev                              |
| 1981-82 mer information | VK Uralochka-NTMK          | CSKA Moskva             | Medin Odessa                            |
| 1982-83 mer information | ZHVK Dinamo Moskva         | Medin Odessa            | VK Uralochka-NTMK                       |
| 1983-84 mer information | ADK Alma-Ata               | VK Uralochka-NTMK       | Medin Odessa                            |
| 1984-85 mer information | CSKA Moskva                | VK Uralochka-NTMK       | ADK Alma-Ata                            |
| 1985-86 mer information | VK Uralochka-NTMK          | ADK Alma-Ata            | Kommunalnik Minsk                       |
| 1986-87 mer information | VK Uralochka-NTMK          | CSKA Moskva             | Kommunalnik Minsk                       |
| 1987-88 mer information | VK Uralochka-NTMK          | ADK Alma-Ata            | CSKA Moskva                             |
| 1988-89 mer information | VK Uralochka-NTMK          | ADK Alma-Ata            | VK Orbita-ZTMK-ZNU                      |
| 1989-90 mer information | VK Uralochka-NTMK          | ADK Alma-Ata            | BMKZ VK                                 |
| 1990-91 mer information | VK Uralochka-NTMK          | ADK Alma-Ata            | VK Uralochka-NTMK 2                     |